# Yves Pons
Pour les articles homonymes, voir Pons.
Yves Pons, né le 7 mai 1999 à Port-au-Prince en Haïti, est un joueur franco-haïtien de basket-ball évoluant au poste d'ailier fort.

## Biographie

### Jeunesse
Né en Haïti, Yves Pons est adopté, à l'âge de quatre ans, par un couple de français originaires d'Aix-en-Provence.
Après avoir commencé le basket-ball dans la région d'Aix, il intègre le centre fédéral mais ne dispute que dix matchs en trois de saisons de NM1, souvent handicapé par les blessures.

### Carrière universitaire

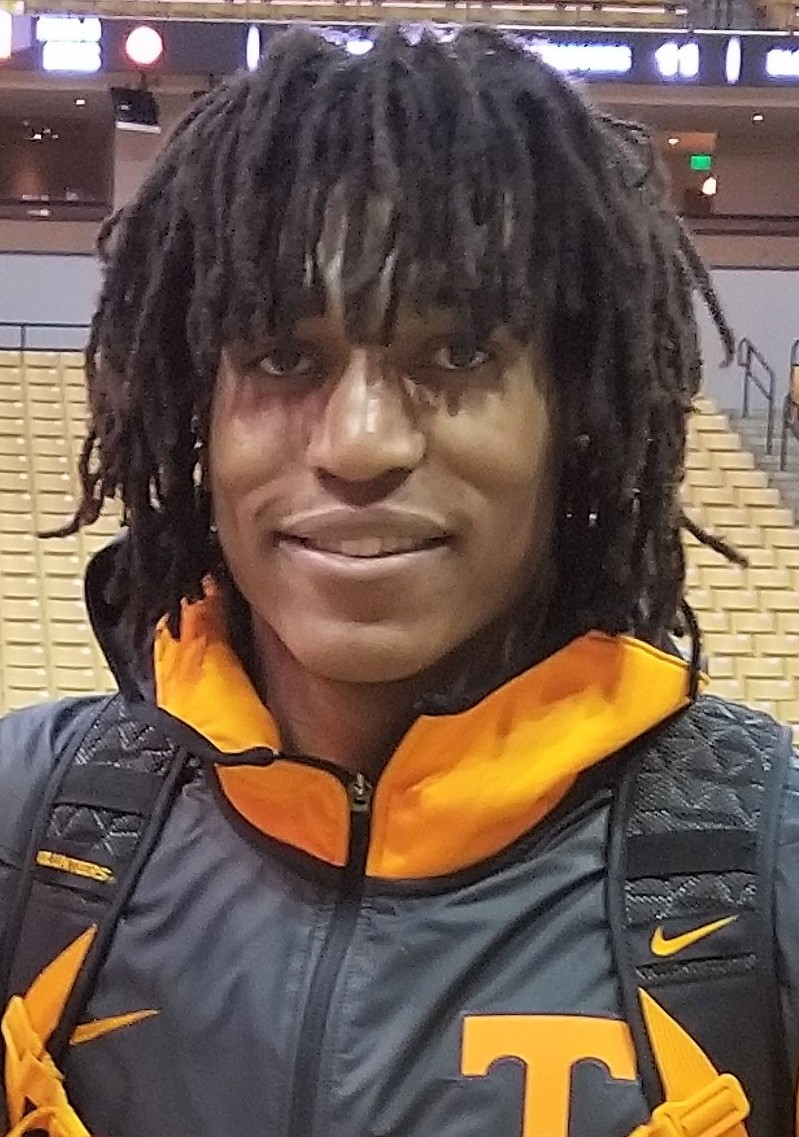
Yves Pons en janvier 2019.

En 2017, sollicité par plusieurs universités en NCAA comme Texas Tech, il choisit finalement de rejoindre les Volunteers du Tennessee. Yves Pons devient alors le premier Français et le huitième étranger à rejoindre le programme de Knoxville. Pour sa première année, Pons prend part à 24 rencontres en sortie de banc pour 5 minutes de jeu de moyenne totalisant 0,7 point, 0,2 passe et 0,9 rebond. Sa progression se poursuit pour atteindre son apogée lors de son année junior. Titulaire au sein des Volunteers, il termine l'exercice NCAA 2019-2020 à 10,8 points, 5,4 rebonds et 1,1 passe en 33,9 minutes de jeu. Il se voit ainsi récompensé du titre de SEC Defensive Player of The Year et désigné dans la SEC All-Defensive Team. Ses bonnes prestations le poussent à se présenter à la draft NBA 2020, un an avant la fin de son cursus. Il renonce finalement et retire son nom en août 2020. Pour son année Senior, moins aboutie collectivement, il termine tout de même une nouvelle fois dans la SEC All-Defensive Team, rejoignant Josh Richardson comme Volunteer distingué deux années consécutives en SEC. Il est également distingué dans la SEC All-Tournament Team et dans la Lefty Driesell Defensive All-America Team.
En avril 2021, Pons annonce sa candidature à la draft 2021 de la NBA.

### Carrière professionnelle

#### Grizzlies de Memphis (2021-2022)
Non drafté, Yves Pons signe tout de même avec les Grizzlies de Memphis le soir de la draft.
En septembre 2021, il signe un contrat two-way en faveur des Grizzlies de Memphis pour la saison à suivre.

#### ASVEL Lyon-Villeurbanne (2022-2023)
Après avoir disputé la Summer League avec les Nets de Brooklyn, il rentre en France et signe avec l'ASVEL Lyon-Villeurbanne pour deux saisons,.
Fin décembre à Bercy, Yves Pons remporte le concours de dunks du All-Star Game après un saut au-dessus des 2,21 m de Victor Wembanyama, un dunk de la ligne des lancers francs et un autre dos au cercle pieds nus. Conseillé par sa femme et Kadour Ziani, spécialiste de l'exercice, Air Pons domine Juhann Begarin à l'applaudimètre en finale.
Le 25 juillet 2023, Yves Pons rompt son contrat avec l'ASVEL et devient agent libre,.

#### Bàsquet Girona (depuis 2023)
Le lendemain, il signe avec le Bàsquet Girona, club évoluant en première division espagnole.

## Équipe de France
Champion d'Europe en 2014 avec les Bleuets en moins de 16 ans en étant surclassé, il est par la suite sélectionné en équipe de France des moins de 17 ans à l'occasion de la Coupe du monde 2016 puis en équipe de France des moins de 20 ans en 2019 pour le Championnat d'Europe.
Profitant de la blessure de Mathias Lessort, Yves joue son premier match en Equipe de France Senior face à la Tunisie ou il fait 5 points, 3 rebonds en 12 minutes

## Palmarès

### En sélection
- Champion d'Europe des moins de 16 ans en 2014

### En club
- Vainqueur de la Leaders Cup 2023 avec l'ASVEL Lyon-Villeurbanne

## Distinctions

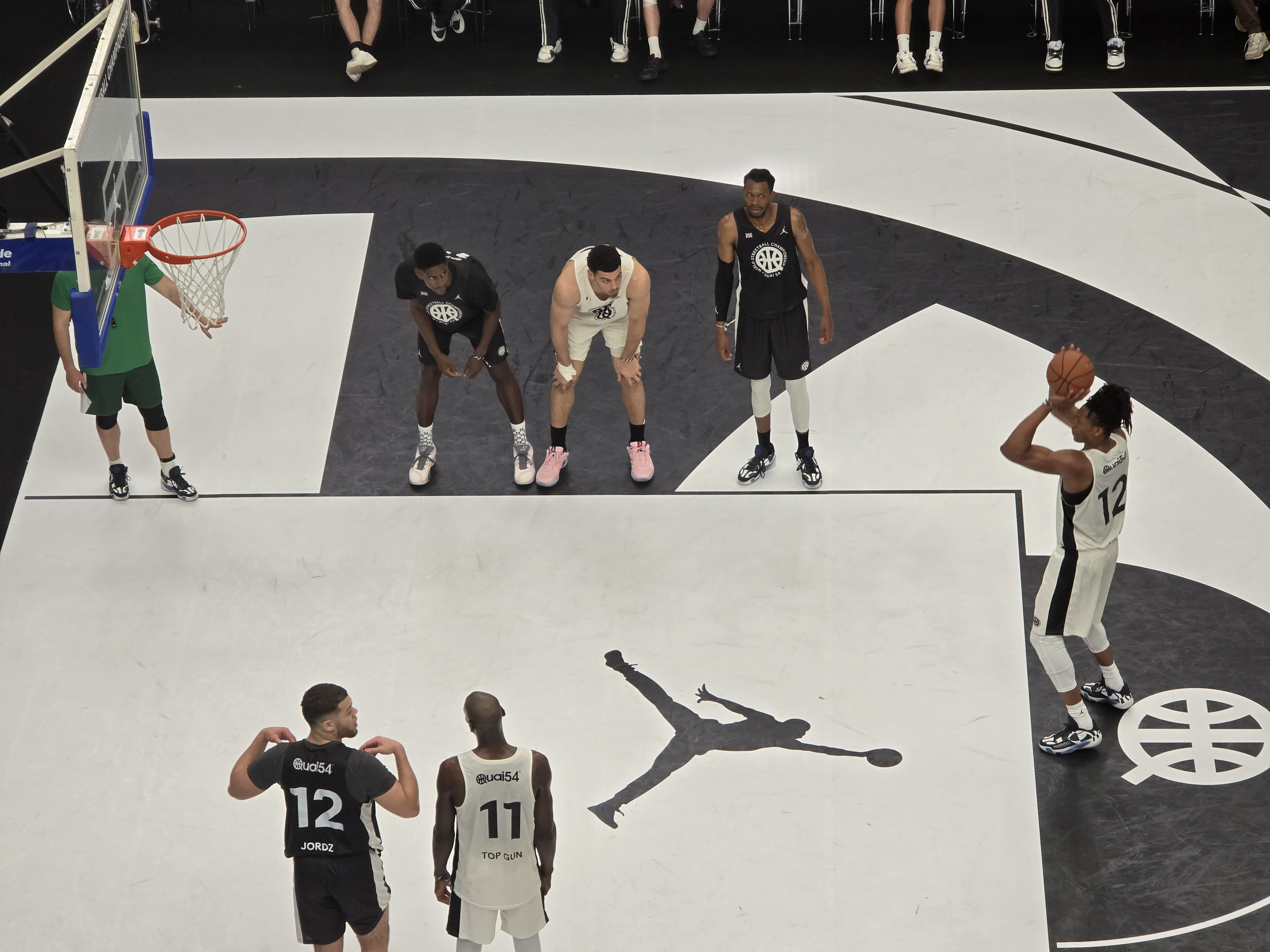
Yves Pons lors du Quai 54, édition 2024.

- SEC Defensive Player of The Year 2020
- SEC All-Defensive Team 2020, 2021
- SEC All-Tournament Team 2021
- Lefty Driesell Defensive All-America Team 2021
- First-Year SEC Academic Honor Roll 2018
- Sélectionné au Jordan Brand Classic 2015

## Statistiques

### Universitaires
Les statistiques en matchs universitaires d'Yves Pons sont les suivantes :
| Saison    | Équipe    | Matchs | Titul. | Min./m | % Tir | % 3pts | % LF | Rbds/m. | Pass/m. | Int/m. | Ctr/m. | Pts/m. |
| --------- | --------- | ------ | ------ | ------ | ----- | ------ | ---- | ------- | ------- | ------ | ------ | ------ |
| 2017-2018 | Tennessee | 24     | 0      | 5,2    | 50,0  | 66,7   | 50,0 | 0,60    | 0,20    | 0,10   | 0,10   | 0,70   |
| 2018-2019 | Tennessee | 35     | 13     | 11,7   | 51,6  | 28,0   | 40,0 | 1,80    | 0,50    | 0,30   | 0,40   | 2,20   |
| 2019-2020 | Tennessee | 31     | 31     | 33,9   | 48,9  | 34,9   | 63,8 | 5,40    | 1,10    | 0,40   | 2,40   | 10,80  |
| 2020-2021 | Tennessee | 26     | 26     | 28,5   | 46,6  | 27,4   | 78,9 | 5,30    | 0,70    | 0,70   | 1,80   | 8,70   |
| Carrière  | Carrière  | 116    | 70     | 20,1   | 48,4  | 31,8   | 65,3 | 3,30    | 0,60    | 0,40   | 1,20   | 5,70   |

### Professionnelles

#### Saison régulière
| Saison    | Équipe   | Matchs | Titul. | Min./m | % Tir | % 3pts | % LF | Rbds/m. | Pass/m. | Int/m. | Ctr/m. | Pts/m. |
| --------- | -------- | ------ | ------ | ------ | ----- | ------ | ---- | ------- | ------- | ------ | ------ | ------ |
| 2021-2022 | Memphis  | 12     | 0      | 5,9    | 31,3  | 33,3   | 0,0  | 1,00    | 0,10    | 0,10   | 0,30   | 1,10   |
| Carrière  | Carrière | 12     | 0      | 5,9    | 31,3  | 33,3   | 0,0  | 1,00    | 0,10    | 0,10   | 0,30   | 1,10   |